# Młyn w Nietrzebie
Młyn w Nietrzebie – drewniany młyn wodny w osadzie Nietrzeba, części wsi Lubianki w gminie Chrostkowo, w województwie kujawsko-pomorskim. Powstał ok. 1850 r. w miejscu wcześniejszego młyna z 1825 r. Jest to dwukondygnacyjny, podpiwniczony budynek o konstrukcji zrębowej. Dach dwuspadowy, do 1938 r. pokryty gontem, następnie papą, a obecnie blachą. Dawniej napędzany wodami rzeki Ruziec, aktualnie zasilany energią elektryczną. Wpisany do rejestru zabytków w 1985 r. pod numerem 180/A.